# Dohle (Unternehmen)
Die Dohle Handelsgruppe Holding GmbH & Co. KG ist die Konzernobergesellschaft der Dohle-Handelsgruppe mit Sitz in Bonn. Sie betreibt 80 HIT-Märkte und ist für weitere 24 Märkte Franchisegeber.
Des Weiteren ist sie Eigentümer des Hotel Vier Jahreszeiten (Hamburg) und Miteigentümer des Golfclubs Gut Lärchenhof in der Nähe von Köln sowie weiterer Immobilien, landwirtschaftlicher Flächen im In- und Ausland.
Die Dohle-Handelsgruppe befindet sich vollständig im Besitz der Familie Dohle.

## Geschichte
Ursprung waren die rheinischen Kolonialwaren-Großhandlungen Gerhard Schröder, Bergheim-Erftkreis, gegründet 1902 und Jean Dohle, Königswinter-Quirrenbach, gegründet 1927. 1960 heirateten Maria Dohle, geb. Schröder, und Kurt Dohle. Beide fusionierten die elterlichen Unternehmen zur DOHLE Handelsgruppe, mit der Zentralverwaltung in Siegburg. Im Herbst 2023 zog die Zentrale nach Bonn.

## Unternehmen

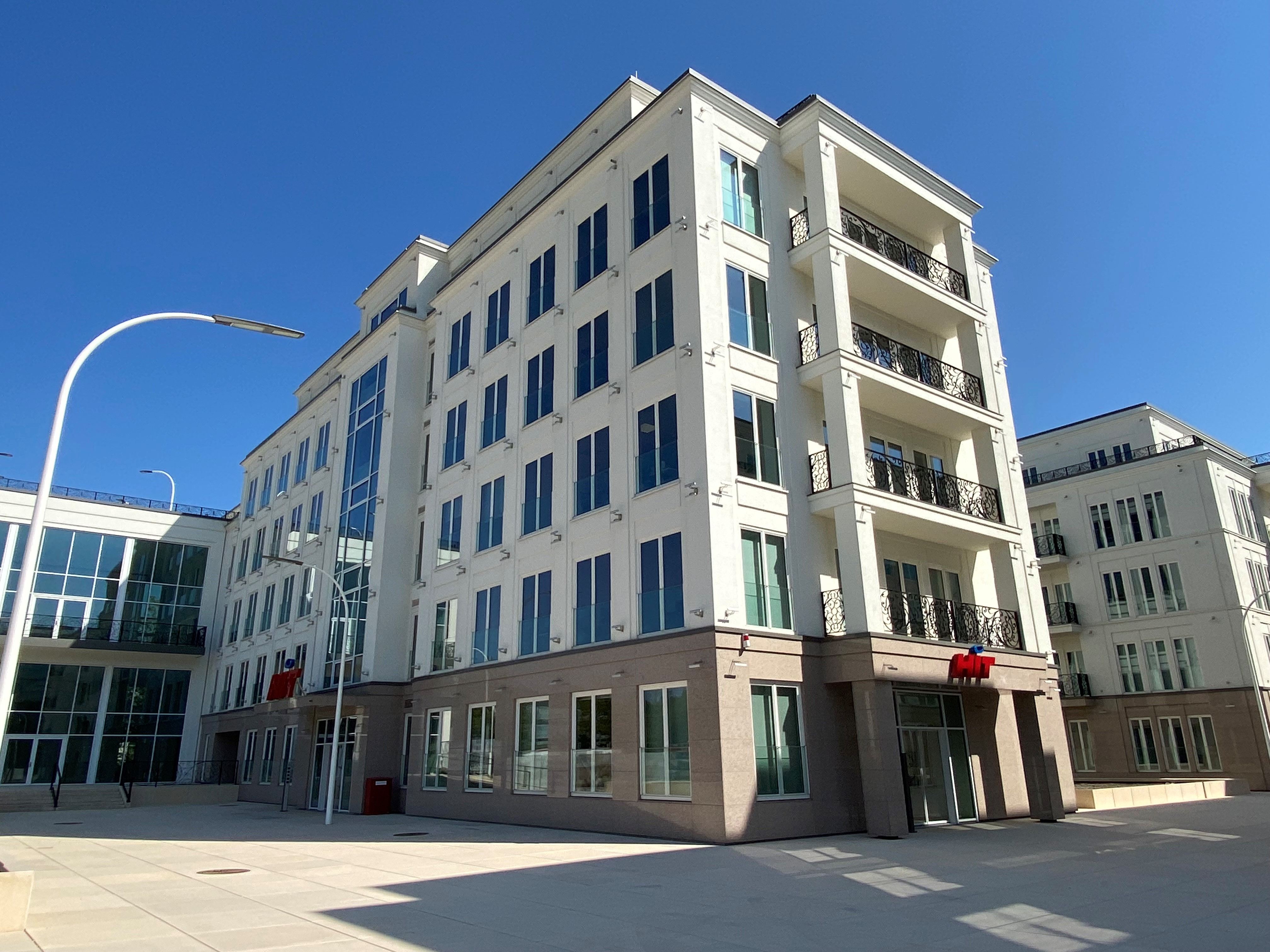
Teilansicht des Verwaltungsgebäudes

Seit Juli 2013 ist Gert Schambach geschäftsführender Gesellschafter. Kurt Dohle hat sich aus der operativen Geschäftsführung zurückgezogen und ist Ehrenvorsitzender des Beirats der DOHLE Handelsgruppe. Im Rheinland und ganzen Bundesgebiet werden etwa 80 HIT-Märkte betrieben. Mit der Rewe Group hat das Unternehmen Dohle seit 2006 eine Kooperationsvereinbarung für die Bereiche Einkauf und Logistik. Hierfür hat das Unternehmen Rewe für Dohle ein Vorkaufsrecht erhalten.